# Un movimiento rápido
One Fast Move es una película de acción estadounidense de 2024 escrita y dirigida por Kelly Blatz y protagonizada por KJ Apa, Eric Dane, Maia Reficco, Edward James Olmos, y Austin North.

## Elenco
- KJ Apa como Wes Neal [1]
- Eric Dane como Dean Miller [2]
- Maia Reficco como Camila [3]
- Edward James Olmos como Abel [3]
- Austin North como Cody Farrell [3]
- Jackson Hurst como Bobby Tresco

## Producción
El 21 de junio de 2022, se anunció que Apa fue elegido para la película. El 28 de junio de 2022, se anunció que Dane fue elegido y que el rodaje comenzó en Atlanta. En agosto de 2022, se anunció que Reficco, Olmos y North se agregaron al elenco.

## Lanzamiento
One Fast Move fue estrenada en Estados Unidos por Amazon MGM Studios el 8 de agosto de 2024.

## Recepción
La película tiene una calificación de 60% en Rotten Tomatoes basada en 20 reseñas.